# Potentiaalverschil
Een elektrisch veld en een zwaartekrachtsveld zijn in de klassieke natuurkunde een krachtveld. Het potentiaalverschil tussen twee punten in een krachtveld is gelijk aan de lijnintegraal van het krachtveld genomen over de baan tussen beide punten. Die lijnintegraal is zoals in een conservatief krachtveld onafhankelijk van de baan ervan tussen het beginpunt en het eindpunt.
Beschouw een lichaam in een elektrisch veld met een elektrische lading van een coulomb of in een zwaartekrachtsveld met een massa van een kilogram. Het potentiaalverschil geschreven in SI-basiseenheden tussen de twee punten in het krachtveld is gelijk aan het verschil in potentiële energie van het lichaam tussen het punt met de hogere potentiaal en het punt met de lagere potentiaal. Dat is hetzelfde als de hoeveelheid arbeid die nodig is om het lichaam van het punt met de lagere potentiaal punt naar het punt met de hogere potentiaal te verplaatsen.
De eenheid van het potentiaalverschil tussen twee punten in een elektrisch veld is de volt en in een zwaartekrachtsveld {\displaystyle \mathrm {m^{2}:s^{2}} }.

## Elektrisch potentiaalverschil

### Definitie
De lijnintegraal van de elektrische veldsterkte is zoals in een conservatief krachtveld onafhankelijk van de baan ervan tussen beginpunt {\displaystyle A} en eindpunt {\displaystyle B}. Het potentiaalverschil of de elektrische spanning {\displaystyle V_{BA}} wordt door de plaats van {\displaystyle A} en {\displaystyle B} bepaald. Volgens de definitie is: 
{\displaystyle V_{BA}=\int _{B}^{A}\mathbf {E} \cdot \mathrm {d} \mathbf {l} =-\int _{A}^{B}\mathbf {E} \cdot \mathrm {d} \mathbf {l} }
De veldsterkte is de uitgeoefende kracht per ladingseenheid is en {\displaystyle V_{BA}} is de arbeid die per ladingseenheid moet worden verricht om die in de ruimte te verplaatsen. Elektrisch potentiaalverschil en spanningsverschil zijn synoniem.

### Elektrische potentiaal
Als een van de punten, {\displaystyle A} of {\displaystyle B}, als een vast referentiepunt wordt gekozen, wordt de functie {\displaystyle V_{BA}} een functie die alleen afhankelijk is van de coördinaten van het punt {\displaystyle B}. Dan is {\displaystyle V_{BA}=V(x,y,z)}. Deze functie wordt de potentiaal van het elektrische vectorveld {\displaystyle \mathbf {E} } genoemd en is zelf een scalaire functie uitgedrukt in de SI-eenheid volt V.

#### Potentiaal van een puntlading
Over het algemeen wordt, als het systeem uit puntladingen bestaat, het referentiepunt {\displaystyle A} vast in oneindig gekozen. Hierdoor wordt de afstand van de puntlading tot {\displaystyle A}: {\displaystyle r_{A}=\infty }, waardoor er voor de potentiaal van die puntlading de volgende formule is:
{\displaystyle V(x,y,z)=-\int _{\infty }^{B}\mathbf {E} \cdot \mathrm {d} \mathbf {l} =-{\frac {q}{4\pi \varepsilon _{0}}}\int _{r_{A}=\infty }^{r_{B}=r}{\frac {\mathrm {d} r}{r^{2}}}=}
{\displaystyle =-{\frac {q}{4\pi \varepsilon _{0}}}({\frac {1}{r}}-{\frac {1}{\infty }})}
{\displaystyle ={\frac {q}{4\pi \varepsilon _{0}r}}}
Hierin is {\displaystyle r} de afstand tussen de puntlading {\displaystyle q} en het punt {\displaystyle B=(x,y,z)}.

#### Potentiaal voor meer puntladingen
Voor meer puntladingen {\displaystyle q_{1},q_{2},\ldots ,q_{n}} is de elektrische potentiaal de totale som van de afzonderlijke potentialen:
{\displaystyle V={\frac {q_{1}}{4\pi \varepsilon _{0}r_{1}}}+{\frac {q_{2}}{4\pi \varepsilon _{0}r_{2}}}+\ldots +{\frac {q_{n}}{4\pi \varepsilon _{0}r_{n}}}={\frac {1}{4\pi \varepsilon _{0}}}\sum _{i}{\frac {q_{i}}{r_{i}}}}
Als de ladingen continu zijn verdeeld, met ladingsdichtheid {\displaystyle \rho }, wordt de sommatie  een integraal die zich uitstrekt over de volledige ruimte waarin de lading ligt.
{\displaystyle V={\frac {1}{4\pi \varepsilon _{0}}}\iiint \rho (\mathbf {r} ){\frac {\mathrm {d} \mathbf {r} }{r}}}

### Potentiaalvlakken
Een equipotentiaalvlak, afgekort tot potentiaalvlak, is een oppervlak waarop alle punten dezelfde potentiaal hebben. Een eigenschap van potentiaalvlakken is dat de veldsterkte altijd loodrecht op het potentiaalvlak staat. Dat wil zeggen dat de elektrische veldlijnen dus ook altijd loodrecht op een potentiaalvlak staan. De potentiaalvlakken om een puntlading in de ruimte zijn bijvoorbeeld de bollen met de lading als middelpunt.

## Zwaartekrachtspotentiaal
In het geval van de waterkringloop is er een potentiaalverschil als gevolg van de zwaartekracht tussen het water dat zich hoger dan zeeniveau bevindt en het water in zee. Hierdoor zal het water van hoog naar laag stromen. De zon zorgt ervoor dat het potentiaalverschil wordt overwonnen, doordat door de energie van de zon het water weer boven zeeniveau bijvoorbeeld in de vorm van sneeuw neerkomt.